# Chromonephthea hartmeyeri
Chromonephthea hartmeyeri är en korallart som först beskrevs av Kükenthal 1910.  Chromonephthea hartmeyeri ingår i släktet Chromonephthea och familjen Nephtheidae. Inga underarter finns listade i Catalogue of Life.